# Blackley
Blackley (engelskt uttal: [ˈbleɪkli] lyssna (fil)) är en stadsdel i Manchester i distriktet City of Manchester i grevskapet Greater Manchester, i England. Stadsdelen ligger ungefär fem kilometer norr om Manchesters centrum. Den hade 10 196 invånare (2001). Blackley finns omnämnt i Domesday Book.
Blackley var en civil parish 1866–1896 när blev den en del av North Manchester. Civil parish hade 7 332 invånare år 1891.